# Halle (Saale) Hauptbahnhof
Halle (Saale) Hauptbahnhof – główna stacja kolejowa w Halle, w kraju związkowym Saksonia-Anhalt. Stacja posiada 7 peronów.